# Obhausen
Obhausen é um município da Alemanha, situado no distrito de Saale, no estado de Saxônia-Anhalt. Tem 39,3 km² de área, e sua população em 2019 foi estimada em 2.249 habitantes.